# Nobile

Corona correspondiente al título nobiliario de "nobile".

Nobile es un título de nobleza italiano en la jerarquía nobiliaria. Equivalente al título inglés de baronet o al título alemán Freiherr (en la escala nobiliaria, entre barón y caballero). En Italia se abrevia Nob. o N.H. respectivamente N.D., inmediatamente antes del primer nombre.
El término nobile se utiliza generalmente para indicar a aquellos que han recibido distinciones de la nobleza. Deriva del término latín nobilis, lo que significa honorable. Para aquellas personas que no tenían un título nobiliario en particular, pero desciende de una familia aristocrática, se usa el término de nobile.

## El título de nobile en el Reino de Italia
Con la normativa vigente a la época de la proclamación del Reino de Italia, se establecieron las leyes heráldicas, donde figuraba el título de nobile o nobiluomo (comúnmente abreviados como NH o NU). Se trataba de un título ubicado en la jerarquía inicial de la nobleza. Se encontraba reglamentado en el artículo 8° del Reglamento de Consulta Heráldica, aprobado por Decreto Real, de 8 de mayo de 1870. Se otorgaba también este título a los hijos no primogénitos, caso en el cual la persona no tenía el derecho a ostentar el título de nobile junto a su nombre, como en el caso de los primogénitos que sí podían hacerlo. Esta disposición fue establecida en el artículo 20.
Con la última disposición nobiliaria italiana, el Decreto Real 651 de 1943 que aprobó el Ordenamento del estado nobiliar italiano, el título de nobile pertenece a todos los miembros de familias que tuvieron una concesión especial (u otro acto de gracia o de justicia) y a todos los miembros de familias que gozan otro título: en este caso, el jefe de la familia se dice "el noble X, conde de XYZ" y los otros "el noble X (o la noble X para las hembras), noble de los condes de XYZ".
Después de 1948, la constitución republicana no otorga ninguna forma de reconocimiento de los títulos nobiliarios, que hoy son empleados como títulos de cortesía. Sólo, los predicati, los "nombres" de los títulos, son parte del apellido: así, por ejemplo, el noble Luca Cordero de los marqueses de Montezemolo se llama Luca Cordero di Montezemolo (normalmente, en su caso, llamado Luca Montezemolo). Este tratamiento no se hace para los títulos concedidos bajo el fascismo.